# Artur Pachner
Artur Pachner (* 24. März 1874 in Německý Brod, heute Havlíčkův Brod; †  Januar 1944 im KZ Auschwitz) war ein tschechoslowakischer Zahnarzt und Publizist jüdischer Herkunft, der Opfer des Holocaust wurde.

## Leben
Artur Pachner war der Sohn von Josef Pachner, einem Produzenten von Schnaps und Likören, der auch auf anderen Feldern aktiv war: Artur Pachner war Mitbegründer des jüdischen Friedhofs im damaligen Německý Brod, war aktiv in der jüdischen Gemeinde, deren Vorsitzender er zeitweise war, und gehörte außerdem der Stadtverwaltung an. Artur Pachner hatte fünf Brüder und eine Schwester. 1903 heiratete Pachner Gabriela Schillerová, mit der er die Tochter Milada hatte.
Pachner besuchte 1883–1891 ein Gymnasium in Německý Brod und studierte danach Medizin an der Karls-Universität in Prag, später absolvierte er ein Zusatzstudium in Berlin. 1899 zog er nach Chrudim um, wurde Zahnarzt und eröffnete dort eine Praxis. Er interessierte sich auch für Themen, die an sein Fachgebiet angrenzten wie Stomatologie, Heilungsmethoden mit Silber, Metallurgie u. a., hielt darüber Vorträge und publizierte Fachaufsätze in Zeitschriften wie Časopis českých lékařů, Vesmír, Příroda, Národní listy oder Lidové noviny, die in andere Sprachen übersetzt wurden. In der 1937er Ausgabe der renommierten Enzyklopädie Ottův slovník naučný wurde er mit einem eigenen Stichwort genannt. Er selber übersetzte auch aus dem Polnischen.
Nach der Besetzung des Landes durch die Wehrmacht wurde Artur Pachner mit seiner Frau Gabriela Pachnerová in Chrudim verhaftet. Am 5. Dezember 1942 wurden sie mit dem Transport Cf aus Pardubice in das KZ Theresienstadt deportiert, wo sie etwa ein Jahr interniert waren; Artur Pachner versuchte, heimlich als Arzt seinen Mithäftlingen zu helfen, edierte und verbreitete dort illegal ein Journal. Nachdem dieses wie auch seine sonstigen Aufzeichnungen (Tagebuch, soziologische Studien über Juden u. a.) gefunden worden waren, wurde er in die Kleine Festung verlegt. Am 18. Dezember 1942 wurde er mit seiner Frau mit dem Transport Ds in das sogenannte Theresienstädter Familienlager des KZ Auschwitz-Birkenau deportiert.
Artur Pachner wurde in Auschwitz ermordet. Das Datum seines Todes wird unterschiedlich angegeben: In zwei Quellen findet sich die unbestimmte Angabe 1944 („im späten Januar 1944“) beziehungsweise „offenbar im Januar 1944“, auf dem Stolperstein, der zu Ehren von Artur Pachner am 20. September 2017 verlegt wurde, steht dann das Datum 29. Januar 1944; eine Quelle gibt den 18. Dezember 1943 als Sterbedatum an, dabei könnte es sich jedoch um eine Verwechslung mit dem Datum der Deportation von Artur Pachner aus Theresienstadt nach Auschwitz handeln, die an diesem Tage geschah.

## Stolperstein

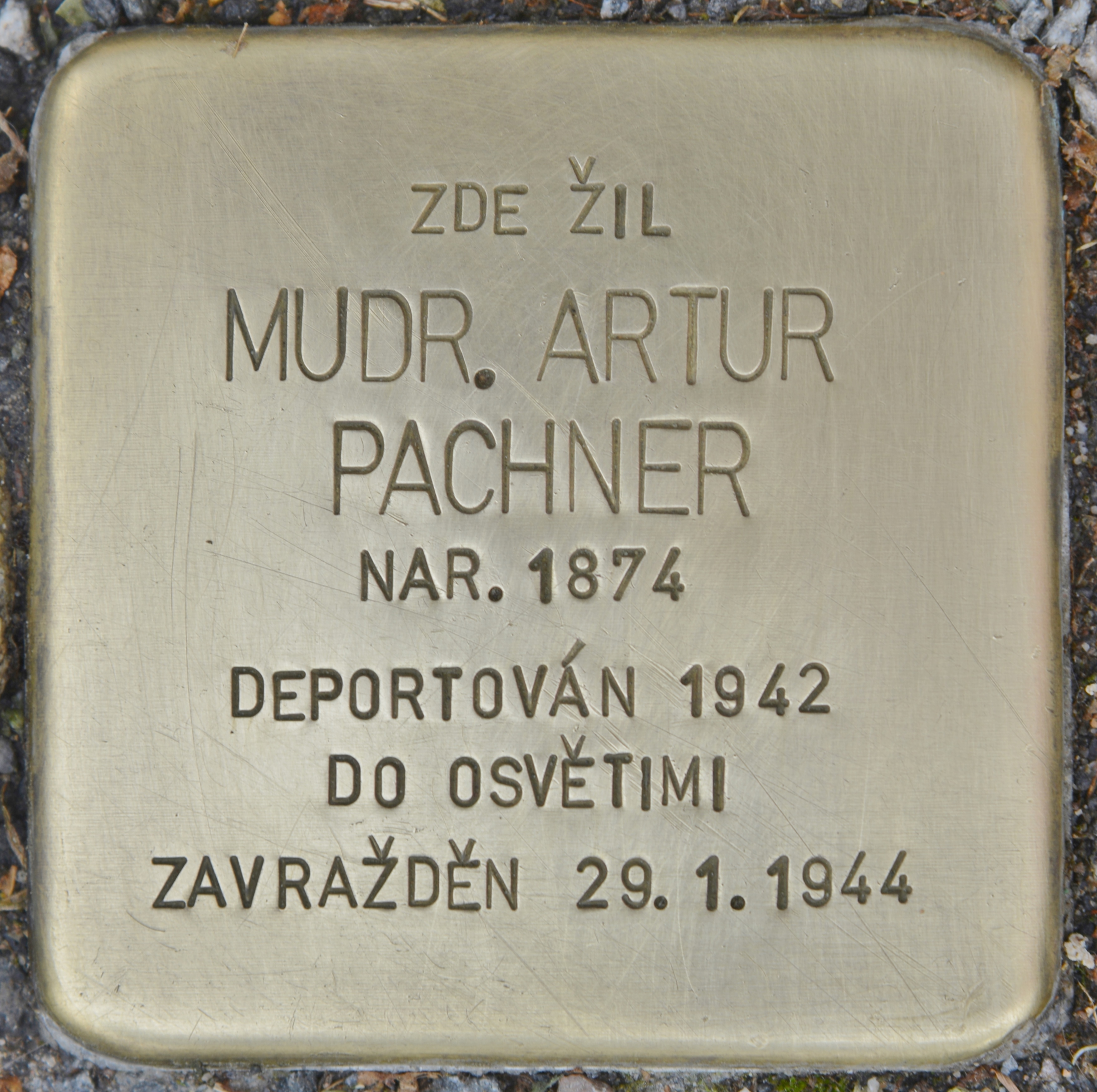
Stolperstein für Artur Pachner in Chrudim

Mit zehn anderen Bürgern Chrudims, die in den Konzentrationslagern ermordet wurden, erhielt Artur Pachner zum Gedenken einen Stolperstein. Die elf Stolpersteine wurden am 20. September 2017 durch Gunter Demnig verlegt. Der Stolperstein, der sich am Resselovo náměstí 134 befindet, trägt den folgenden Text (hier mit einer Übersetzung):
| ZDE ŽIL MUDR. ARTUR PACHNER NAR. 1874 DEPORTOVÁN 1942 DO OSVĚTIMI ZAVRAŽDĚN 29.1.1944 | HIER LEBTE MUDR. ARTUR PACHNER GEB. 1874 DEPORTIERT 1942 NACH AUSCHWITZ ERMORDET 29.1.1944 |

## Werke
- Metallurgie a nauka o spájení kovů, Chrudim 1919
- Deskové zlaté protesy, Chrudim 1922
- Licí metoda : teorie i prakse veškerých zubních prací ze zlata, Chrudim 1929
- Sociální úkoly zubního lékařství : péče o chrup mládeže, Prag 1930

und andere.